# Вестон (Массачусетс)
Вестон (англ. Weston) — місто (англ. town) в США, в окрузі Міддлсекс штату Массачусетс. Населення — 11 851 особа (2020).

## Демографія
Згідно з переписом 2010 року, у місті мешкала 11 261 особа в 3776 домогосподарствах у складі 2948 родин. Було 4008 помешкань
Расовий склад населення:
| - 85,3 % — білих - 9,9 % — азіатів - 2,0 % — чорних або афроамериканців - 0,1 % — корінних американців |

До двох чи більше рас належало 2,0 %. Частка іспаномовних становила 2,6 % від усіх жителів.
За віковим діапазоном населення розподілялося таким чином: 28,1 % — особи молодші 18 років, 54,1 % — особи у віці 18—64 років, 17,8 % — особи у віці 65 років та старші. Медіана віку мешканця становила 45,1 року. На 100 осіб жіночої статі у місті припадало 91,4 чоловіків;  на 100 жінок у віці від 18 років та старших — 86,6 чоловіків також старших 18 років.
Середній дохід на одне домашнє господарство  становив 307 984 долари США (медіана — 196 651), а середній дохід на одну сім'ю — 357 898 доларів (медіана — 241 958). Медіана доходів становила 182 431 долар для чоловіків та 112 083 долари для жінок. За межею бідності перебувало 5,1 % осіб, у тому числі 5,7 % дітей у віці до 18 років та 3,2 % осіб у віці 65 років та старших.
Цивільне працевлаштоване населення становило 5059 осіб. Основні галузі зайнятості: освіта, охорона здоров'я та соціальна допомога — 31,3 %, науковці, спеціалісти, менеджери — 23,1 %, фінанси, страхування та нерухомість — 16,0 %.